# 양각대

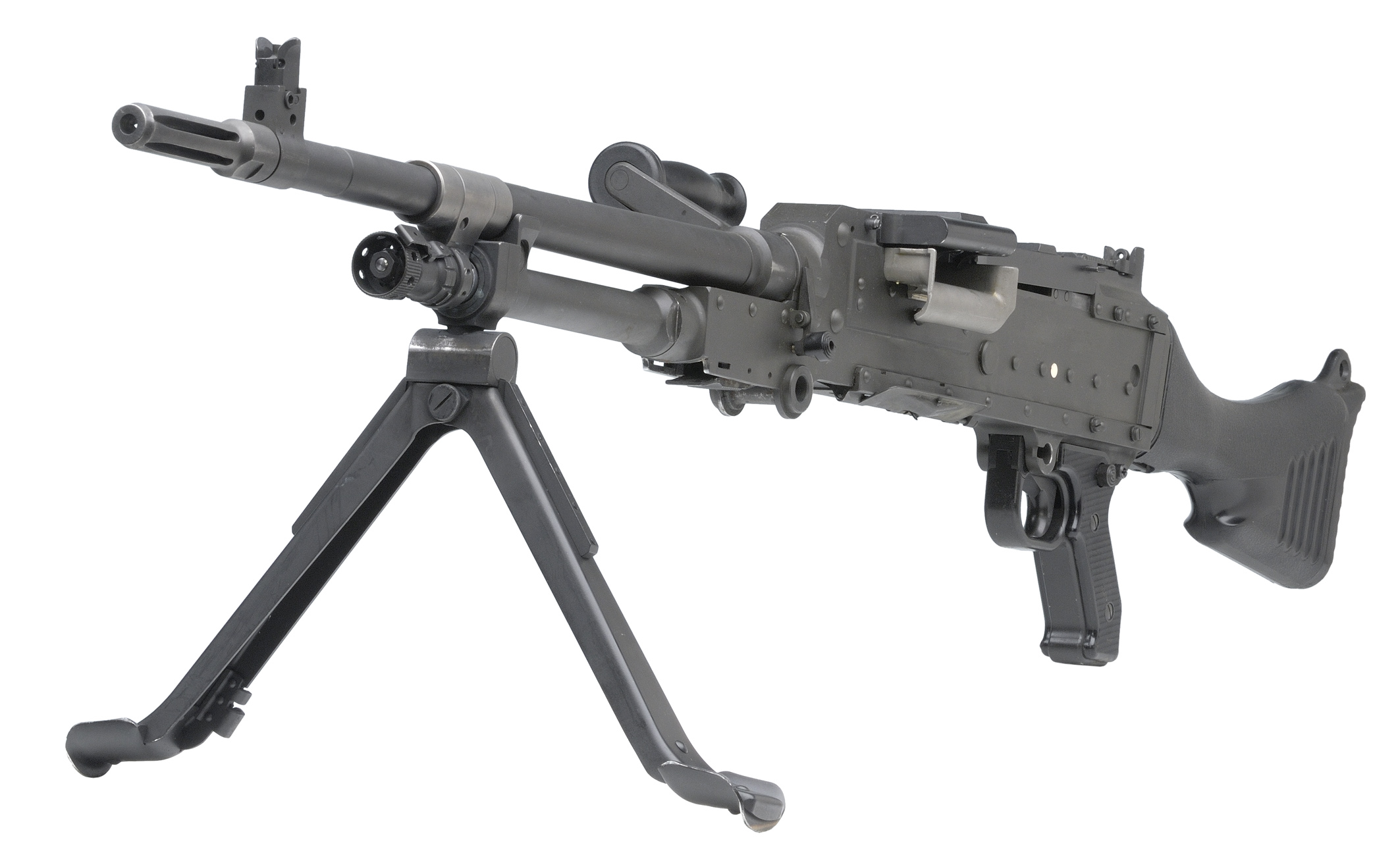
다목적 기관총의 하나인 FN MAG

양각대, 이각대, 바이포드(bipod)는 일반적으로 장총포나 박격포와 같은 무기인 장치를 지지하고 안정시키는 데 도움이 되는 V자 모양의 휴대용 부착물이다. '바이포드'라는 용어는 각각 "2"와 "발"을 의미하는 라틴어 접두사 bi-와 그리스어 뿌리 꼬투리에서 유래되었다.
양각대는 무기의 앞 부분과 총신의 무게를 지탱하도록 설계되었으며 가로 축을 중심으로 회전하는 자유로운 움직임(피칭)을 허용하는 동시에 원치 않는 좌우 움직임(예: 기울임)에 대해 상당한 안정성을 제공한다. 대부분의 현대식 양각대는 접이식 및 신축식 다리를 갖추고 있으며 수직 축(패닝) 및 심지어 세로 축(틸팅) 주위로 약간의 제한된 움직임을 허용한다.
두 개의 지지 다리만 있는 양각대 자체는 완전히 안정적이지 않으며 특히 반동으로 인한 수평 전단력에 대해 안정적이려면 적어도 하나 이상의 지지점으로 강화되어야 한다. 이 세 번째 지지점은 일반적으로 사수의 몸에 단단히 밀거나 받쳐주는 개머리판이지만 베이스플레이트(박격포)일 수도 있으며 때로는 모노포드나 빈백(bean bag)의 추가 지지대가 될 수도 있다.

## 같이 보기
- 삼각대